# Samantha Bricio
Samantha Bricio (ur. 22 listopada 1994 w Guadalajarze) – meksykańska siatkarka, reprezentantka kraju, grająca na pozycji przyjmującej.
Jej brat Irving Bricio był reprezentantem kraju. W 2007 roku zdobył Puchar Panamerykański i został najlepszym siatkarzem Meksyku.

## Sukcesy klubowe
Superpuchar Włoch:
- 2016

Puchar Włoch:
- 2017

Liga Mistrzyń:
- 2017
- 2018

Liga włoska:
- 2018

Liga turecka:
- 2019

Superpuchar Rosji:
- 2020[4]

Puchar Rosji:
- 2020, 2021[5]

Liga rosyjska:
- 2021

Liga chińska:
- 2023[6], 2024[7]

## Sukcesy reprezentacyjne
Mistrzostwa Ameryki Północnej, Środkowej i Karaibów Kadetek:
- 2008, 2010

Puchar Panamerykański:
- 2021

## Nagrody indywidualne
- 2010: MVP Mistrzostw Ameryki Północnej, Środkowej i Karaibów Kadetek
- 2010: Najlepsza punktująca i zagrywająca Igrzysk Ameryki Środkowej i Karaibów
- 2011: Najlepsza punktująca Pucharu Panamerykańskiego Kadetek
- 2011: Najlepsza punktująca Pucharu Panamerykańskiego Juniorek
- 2013: Najlepsza punktująca Pucharu Panamerykańskiego[8]
- 2016: MVP Superpucharu Włoch